# Edmund Clerihew Bentley
Edmund Clerihew Bentley (ur. 10 lipca 1875 w Londynie, zm. 30 marca 1956, tamże) – angielski poeta. Był przyjacielem Gilberta Keitha Chestertona, który zadedykował mu książkę The Man Who Was Thursday (Człowiek, który był czwartkiem).
Poeta jest znany jako wynalazca nowego gatunku, czterowersowej fraszki znanej jako clerihew.